# Alejandro Tello Cristerna
Alejandro Tello Cristerna (Zacatecas, Zacatecas; 30 de mayo de 1971) es un político y contador público mexicano. Fue gobernador Constitucional del Estado de Zacatecas durante el período 2016 – 2021. Licenciado en Contaduría Pública, está casado con la Doctora Cristina Rodríguez, con quien tiene dos hijos. 
Alejandro Tello Cristerna es hijo de Lourdes Cristerna Maldonado y Salvador Tello Sánchez. Lourdes Cristerna fue una mujer dedicada a su familia, apoyando a su esposo en el conocido negocio familiar “Casa Tello” y formando a sus hijos Alejandro y Pablo. Salvador fue docente de la Facultad de Contaduría y Administración de la Universidad Autónoma de Zacatecas.[cita requerida]
Alejandro Tello hizo sus estudios en la Facultad ya mencionada, por la Universidad Autónoma de Zacatecas. Su experiencia profesional comenzó en la iniciativa privada. Es hasta el año 2000 cuando comienza su carrera como servidor público, afiliándose cinco años más tarde al Partido Revolucionario Institucional (PRI). Es así como en los años siguientes desarrolló su carrera política, llegando al Senado de la República en 2012, donde destacó como Presidente de la comisión de Ciencia y Tecnología del Senado. En el año 2016 contendió por la gubernatura del estado de Zacatecas, elección donde obtuvo el triunfo.[cita requerida]

## Biografía
Inició su carrera laboral en el año de 1994 como Auditor Nacional del Subsistema Educativo de Colegios de Educación Profesional Técnica (Conalep), en el año de 1995 se integra al Sistema Financiero como Auditor Sénior para Bancomer, S.A. de C.V. donde desempeña una carrera ascendente hasta 1998 cuando pasa a formar parte del Grupo financiero Bilbao Vizcaya – Probursa con el cargo de Director.

## Carrera política
En septiembre del año 2000 se integra a la actividad gubernamental al ser nombrado Coordinador Administrativo de la Gubernatura del estado de Zacatecas.
En el año 2001 se incorpora a la estructura de la Presidencia Municipal de Zacatecas como Secretario Particular del Presidente Municipal y en el año 2002 toma protesta como Tesorero Municipal de dicha administración.
En el año 2004 ingresa al Grupo Modelo con el cargo de Gerente de Relaciones Institucionales del Estado de Zacatecas donde colabora hasta el año 2010 cuando es nombrado Coordinador de Finanzas de la campaña por la Gubernatura Estado de Miguel Alonso Reyes.

### Secretario de Finanzas de Zacatecas (2010-2012)
En septiembre de 2010, toma protesta como Secretario de Finanzas del Estado de Zacatecas, ya durante el gobierno de Miguel Alonso Reyes, manteniéndose en el cargo hasta el año 2012, donde solicita licencia indefinida como secretario para contender en la elección al Senado de la República por el Partido Revolucionario Institucional, donde resulta triunfador y obteniendo, además, la votación histórica más alta para un candidato en ese estado.

### Senador por Zacatecas (2012-2018)
En 2012, Alejandro Tello fue electo Senador de la República por Zacatecas en el Congreso de la Unión por Zacatecas para el periodo 2012- 2018, obteniendo 332 mil votos, lo que lo convirtió en el candidato al Senado con la mayor cantidad de votos en la historia de Zacatecas.
En el Senado de la República, Tello Cristerna  siempre tuvo la convicción de luchar y defender las necesidades de su estado; desde ahí, tuvo el privilegio de representar a todos los zacatecanos y de elaborar diversas iniciativas enfocadas al desarrollo y crecimiento de los jóvenes. Fue Presidente de la Comisión de Ciencia y Tecnología, lo que le permitió conocer la importancia de la vinculación entre el gobierno, las empresas y las instituciones académicas para avanzar en el crecimiento económico y la competitividad de las empresas, además de mejorar la calidad de vida de las personas y de sus regiones.
Como Senador, Alejandro Tello fue integrante de las Comisiones de Hacienda y Crédito Público, Desarrollo Social y Relaciones Exteriores América del Norte, posiciones desde las cuales atendió diferentes enfoques de las problemáticas de pobreza y marginación, finanzas públicas, migración y comercio.
Como miembro del Congreso mexicano, Alejandro Tello presentó una iniciativa que reformó el marco político-electoral del país, la cual establece que los recursos económicos obtenidos por multas impuestas a partidos políticos en el orden federal se destinarán a proyectos de investigación del Consejo Nacional de Ciencia y Tecnología (CONACYT), mientras que en el ámbito local, dichos recursos irán a los organismos estatales de ciencia y tecnología; además, gestionó apoyos con equipo y becas para el desarrollo educativo y tecnológico de los jóvenes zacatecanos, con estancias de investigación y de estudios de posgrado de calidad en el extranjero, principalmente a E.U.A. y países europeos como Alemania y Francia. 
Durante su encargo como Presidente de la Comisión, se logró que los mexicanos tengan acceso abierto a las investigaciones científicas realizadas con recursos públicos, y, en consonancia con lo anterior, fue posible eliminar las bases legales que impedían la vinculación entre investigadores nacionales y el sector privado. Gracias a sus propuestas, se logró plena libertad jurídica para la vinculación de la investigación patrocinada con financiamiento público y el sector productivo.

### Gobernador de Zacatecas (2016-2021)
Después de pedir licencia a su escaño en el senado mexicano, en enero de 2016 Tello Cristerna fue designado candidato de unidad a la gubernatura del estado de Zacatecas por parte del Partido Revolucionario Institucional; contendió por la coalición "Primero Zacatecas", a la que se sumaron los partidos Nueva Alianza y Verde Ecologista de México. La noche del domingo 5 de junio de 2016 se convierte en el virtual ganador de la gubernatura, obteniendo el 38% de los votos recibe el 12 de junio de este año la constancia de mayoría como gobernador electo de Zacatecas.
El 12 de septiembre de 2016, en un acto protocolario realizado en el Palacio de las Convenciones de Zacatecas toma protesta como Gobernador del Estado, para el mandato 2016-2021 en asamblea de la legislatura del Estado.

## Vida personal
Una vez que concluyó su mandato como Gobernador de Zacatecas en 2021, Tello Cristerna actualmente radica en la Ciudad de México. 